# Jawornik Polski (stacja kolejowa)
Jawornik Polski – wąskotorowa stacja kolejowa Przeworskiej Kolei Dojazdowej na terenie Jawornika-Przedmieścia, w gminie Jawornik Polski, w powiecie przeworskim, w województwie podkarpackim, w Polsce.
Została otwarta 8 września 1904 roku razem z wąskotorową linią kolejową z Przeworska do Dynowa. W sezonie letnim obsługuje ruch turystyczny.